# Balneário Pinhal
Balneário Pinhal es un municipio brasilero del estado de Rio Grande do Sul, perteneciente a la microrregión de Osório.
Se encuentra a una latitud de 30º14'51" Sur y una longitud 50º13'58" Oeste, estando a una altitud de 100 metros sobre el nivel del mar. Su población estimada para el año 2006 era de 10 083 habitantes, y una densidad de 87.19 habitantes por km².Ocupa una superficie de 103,759 km². 
Limita con los municipios de Cidreira, Palmares do Sul y Capivari do Sul.
- Datos: Q1648530
- Multimedia: Balneário Pinhal / Q1648530

1. ↑  Worldpostalcodes.org,código postal n.º 95599-000.